# Leptopteromyia peruae
Leptopteromyia peruae là một loài ruồi trong họ Asilidae. Leptopteromyia peruae được Martin miêu tả năm 1971. Loài này phân bố ở vùng Tân nhiệt đới.